# Hilaroleopsis minor
Hilaroleopsis minor là một loài bọ cánh cứng trong họ Cerambycidae.